# وودلند میلز (تنسی)
وودلند میلز (به انگلیسی: Woodland Mills) شهری در شهرستان اوبیون در ایالت تنسی کشور ایالات متحده آمریکا است که جمعیت آن در سرشماری سال ۲۰۱۰ میلادی، ۳۷۸ نفر بوده‌است.